# Leandra dichotoma
Leandra dichotoma är en tvåhjärtbladig växtart som först beskrevs av Pav. och David Don, och fick sitt nu gällande namn av Célestin Alfred Cogniaux. Leandra dichotoma ingår i släktet Leandra och familjen Melastomataceae. Inga underarter finns listade i Catalogue of Life.